# Дыбченко, Игорь Васильевич
Игорь Васильевич Дыбченко (укр. Ігор Васильович Дибченко; 15 июля 1960, Сталино — 11 апреля 2022) — советский и украинский футболист, полузащитник; тренер.

## Биография
На взрослом уровне начинал выступать в составе донецкого «Шахтёра». В 1978 году впервые был внесён в заявку клуба, но за основную команду тогда не сыграл. В 1981 году вернулся в «Шахтёр» и 23 июля 1981 года дебютировал в высшей лиге в матче против «Днепра», заменив на 85-й минуте Николая Федоренко. Свой первый гол забил во втором матче, 4 августа 1981 года в ворота «Черноморца». Всего во второй половине 1981 года провёл 15 матчей и забил 2 гола в высшей лиге. Продолжал играть за основу «Шахтёра» весной 1982 года, однако затем потерял место в составе клуба и в последующие годы выходил на поле крайне редко. Всего за неполных шесть сезонов сыграл за донецкий клуб в высшей лиге 30 матчей и забил 4 гола, а также 7 матчей и 1 гол в Кубке СССР.
В 1986 году часть сезона выступал во второй лиге за «Таврию», в 1987—1988 годах — за «Шахтёр» (Горловка), а в 1990 году — за «Кривбасс». Также во второй половине 1980-х и начале 1990-х годов играл за команды первенства КФК.
После распада СССР провёл один сезон во второй лиге Украины за «Канатчик» (Харцызск), затем снова играл на любительском уровне.
Работал тренером и главным тренером «Шахтёра-3». С 2006 года в течение более 10 лет возглавлял селекционную службу «Шахтёра».